# QQ炫舞
「炫舞狂潮」 是由北京永航科技开发，腾讯公司发行的一款音乐休闲游戏。中國大陸翻為「 qq炫舞 」游戏原理和劲舞团类似，即玩家依据屏幕显示的方向指示在准确的时机按下对应的方向键，游戏中分为4键和8键。

## 游戏模式
游戏中有多种模式可供选择。

### 传统模式
本模式中，音符序列的LV将逐渐递增，最高到LV10。传统模式需要尽可能多地操作出Perfect判定，累计连P数，从而获得更高的分数。

### 练习模式
提供给新手玩家练习的游戏模式，完全由传统操作构成。练习模式中的音符序列升降规也完全和传统模式相同。音感操作采用异步的方式进行，每回合的操作没有时间限制，不必强制在当前回合完成按键操作，得分最高的玩家获得胜利。

### 节奏模式
屏幕中会出现向右滚动的节奏音符，此时需要正确输入不断向右滚动进入判定框中的节奏音符。

### 炫舞模式
默认的对局模式。在歌曲比较柔和的部分将使用上下左右传统音感输入方式操作，当进入到歌曲的高潮部分时，画面会提示进入“special show”段落。此时需要正确输入不断向右滚动进入判定框中的节奏音符。节奏段落更强调节奏感，带来更强烈的刺激。两种操作方式切换时，连P和COMBO数的累计将会被中断。

### 动感模式
强调节拍感的游戏模式。游戏中会按4个音乐节拍为一个操作回合，每一拍对应一组按键操作。玩家需要顺着节拍依次正确输入每组按键，在回合结束后进行perfect判定，然后间歇一拍后开始下一个回合，可使用道具。
歌曲在高潮段落时，会进入Triple Beat模式，此时需要玩家连续进行3个回合的输入，并根据3个回合的输入情况进行perfect判定。

### 乐谱模式
本模式支持一人或一人以上玩家进行对局，不支持8键操作，允许使用反键。在对局中，玩家需要使用上、下、左、右、空格，五个按键进行操作。操作回合开始前，按键区将刷新显示本小结的所有音符。扫描线将左右移动，在扫描线接触到音符时，玩家需按下相应的操作音符，获得判定分数。

### VOS模式
VOS模式是使用VOS操作方式的模式。五个轨道上会不停地掉落下音符，这五轨分别对应的按键和节奏完全不同，玩家需要注意看画面上的提示。和节奏模式一样，玩家需要尽可能多地按中每个音符，累计COMBO数，从而获得更高的分数，VOS操作的难度会根据歌曲不同部分的激烈程度起伏变化。

### 太鼓模式
本模式中，音符在屏幕上由右向左移动，玩家在左侧判定区域输入对应按键，获得判定并得分。规则与节奏模式类似，只是音符的类型、操作和移动方向与节奏模式不同。音符类型为：单键音符、组合音符、连击音符。音符为：鼓面、鼓边、重鼓面、重鼓边。 连击音符：各类连击均无上限，需再指定时间内输入不少于要求的鼓面音符。
太鼓模式对局中可以使用道具。

### 浪漫模式
本模式是对舞会模式的改进版，本模式不支持8键，不支持游戏内反键。在竞技场中不允许使用此模式对局，普通对局中，本模式无法获得舞团资源。本模式对局人数必须为偶数，且男女玩家数量相同，才能开启对局。对局中，本模式可以增加情侣间的心动值，胜负由积攒的情侣积分高低判别。

### 约会模式
本模式必须3男3女一同参与，开始时，首先进行集体展示，每位玩家将轮流移动到舞台中心，跳一小段舞蹈作为展示。之后会有6个小节的选人时间，玩家可以对照异性头顶的提示按下F1~F3键，选择搭档。在接下来的个人展示中，每个玩家都有机会到自己之前选择的对象面前跳一小段舞蹈，展示自我，也表明心意。然后进入第二次选人，方法和第一次相同，这次选择将决定最终的配对结果，只有互选对方的两人才能配对成功。第二次选人后，配对成功的搭档将进行双人合舞，使用节奏操作。配对失败的玩家就只能自己跳舞了，使用传统操作。配对成功的玩家在合舞阶段可以积攒好感度。方法和舞会模式相同。
好感度最高的搭档将获得胜利，如果好感度相同，将比较总得分。如果没有玩家配对成功，将根据玩家的个人得分判定胜负。 装备求婚徽章，且在约会模式中好感度超过5的搭档将可以在对局后开始交往。

### 团队模式
玩家分为两队进行对抗，总共进行4个回合的对抗。每个回合中总得分较多的一队获得本回合的胜利。
前3个回合为1v1的单人对抗，每队将有一名玩家代表本队与对方进行单挑。单挑回合中，前排的单挑玩家将使用节奏操作，后排队友则使用传统操作。单挑回合中，两队的得分主要取决于单挑玩家在本回合中的得分，后排队友的操作对总得分产生较小的影响。单挑回合胜利将累计回合分1分。最后1个回合为集体对抗回合，要求两队的所有成员一起参战进行集体对抗。集体对抗回合中，所有玩家都使用传统操作，每队的所有成员在本回合中的得分之和，将作为全队的总得分。集体对抗回合胜利将累计回合分2分。
团队模式的胜利由两队的回合分多少决定。

### 抓猪模式
以传统模式操作为基本玩法。玩家在游戏内通过传统操作回答随机出现的选择题，答题正确就可以获得得分，错误的话可是会被变成一只小猪。每个答题分为三个阶段，分别是看题阶段（屏幕上出现问题，让玩家看题）、答题阶段（玩家通过一次普通操作进行答题）、展示阶段（展示舞蹈动作）。
在答题阶段中，音符操作栏中会出现音符，三个音符栏分别出现三个音符序列。玩家在本阶段需要选择认为对的答案选项的那行进行传统操作的输入，完成输入后，问题显示框和闪烁提示文字关闭，根据操作显示判定。如果答题正确，则玩家变回普通的姿态，并正常启动舞蹈。如果答题错误或Miss，则玩家变成一只小猪，持续到下次答对题目。

### 舞会模式
舞会模式的操作方式和炫舞模式相同。玩家需要和另一名玩家组成搭档参与游戏，每局游戏最多可以有3对搭档。舞会模式中，在操作区的下方将显示两个好感度的进度条。每次操作成功都会积攒好感度进度条，每攒满一次，进度条右侧的数字增加1。当双方的好感度进度条都攒满一次后，将为这对搭档增加1点好感度，同时进度跳右侧的数字减1。
界面上方将显示每队搭档的总得分和好感度。舞会模式中，将根据每队搭档的好感度判定胜负。当出现好感度相同时，根据总得分来分出名次。情侣在舞会模式中获得的好感度将转化为心动值。

### 道具模式
本模式中使用传统操作方式。在对局中，将显示3行音符。每一行的右边都对应有3个道具栏。玩家可以选择任意一行操作，操作成功后，其右侧道具栏中的道具将向左移动。如果最左边的道具栏中有道具，将按照规则自动释放。玩家需要在适当的时机选择释放合适的道具。
道具模式的胜负由每个玩家的得分多少来决定。

### 自由舞步
本模式中，玩家必须正确输入前4个音符，而后5个空白音符可以任意输入，空白音符至少需要输入1个。但输入的音符数量越多，得分也越高，每一组音符序列都固定对应着一个舞蹈动作，只要记住音符序列与舞蹈动作的对应关系，玩家就可以根据自己喜好编制出整套的独有舞蹈。
自由模式以得分的高低来判定胜负。

### 疯狂模式
全程使用传统操作方式，在歌曲的高潮部分将进入“CRAZY”段落。在CRAZY段落中，将突破传统操作极限，出现LV10和LV11的音符序列。每次成功操作都将获得非常高的得分，所以一定要把握好机会哦。
疯狂模式以得分的多少来判定胜负。

### 小小大乱斗
本模式玩家可以在同一张地图中，靠射击互相攻击，靠杀敌赢取积分。 本模式属于PvP玩法，玩家直接互斗，没有NPC。游戏人数最少2人最多6人。
在规定时间内（由房主设定），玩家各自为单位混战，最终统计杀敌数量，判定胜负排名。

### 欢乐斗模式（打怪或对抗）
- 对抗：2名玩家互相舞斗，以击败对手为目标。
- 打怪：1名或2名玩家一起，以击败敌对BOSS为目标。

在本模式中，玩家不会进行舞蹈，而会根据玩家的输入来做出各种攻击动作攻击BOSS,在歌曲结束前打败BOSS，即为胜利。击中音符的判定分为“Miss”“Hit”“Wow”判定是“Wow”的越多最后的对局评分将越高。
欢乐斗模式只支持1人或2人游戏；该模式不支持反键和8键选择

## 游戏系统

### 舞团系统
玩家可以创建自己的舞团。每个舞团都拥有自己独立的聊天频道，该聊天频道是跨越大区内所有服务器的，舞团的团员无论是否在同一个服务器上，都可以通过该频道进行交流。舞团中有完备的官职体系供玩家更好的管理自己的团体，团长可以赋予团员不同的官职和权限，让他们分担舞团的各种管理工作。

### 师徒系统
玩家等级在1至59级，当前没有师父的前提下，可以正常拜师。玩家等级在60级或以上，当前没有师父且师承信息为空时，玩家可以强制拜师。玩家等级大于60级可以招收徒弟。

## 游戏人物
星瞳最早是游戏《QQ炫舞》中出现的一名NPC角色，现在是QQ炫舞手游系列虚拟代言人，中国首个虚拟时尚博主，同时也是一位虚拟歌手和主播。和炫舞使用同一个IP的星瞳Vtuber企划现隶属于腾讯IEG事业群下的CDD（Content Development Department）部门，项目于2021年2月1日启动。该企划在中国大陆首次成功使用Unity 5为引擎进行了实时动作捕捉和渲染输出直播画面。